# Срещу юдеите
„Срещу юдеите“ (на гръцки: Κατά Ιουδαίων) е поредица от 8 проповеди от около 387 година на Йоан Златоуст, по това време презвитер в Антиохия.
Те критикуват остро християните от неговата църква, които спазват различни еврейски обичаи. Според някои съвременни изследователи „Срещу юдеите“ са първият текст на антиюдаистичната традиция в християнската църква. Проповедите стават основа за църковната политика, която осъжда юдаизма като долна, дори сатанинска религия.